# Gauzbert (Bischof)
Gauzbert (auch Gosbert, Gautberti, Gautbert, Gaudberd, Goibrecht, Gauthert) war Missionsbischof in Südschweden und von 845 bis 859 oder 860 vierter Bischof von Osnabrück. Über seinen Todestag liegen unterschiedliche Angaben vor: 11. April 860, 867, 2. Februar 874, oder 13. Februar 874. Sollte er erst 874 gestorben sein, so ist nicht bekannt, wo er sich von 860 bis 874 aufhielt. Pierer’s Universal-Lexikon von 1859 schreibt, er sei um 867 zu Corvey oder auf seinen Besitzungen an der Elbe gestorben.
Er war wohl ein Neffe des Erzbischofs von Reims und späteren Bischofs von Hildesheim, Ebo (Ebbo), der 823 von Papst Paschalis I. zum päpstlichen Legaten für den Norden ernannt worden war und sich später mit Erzbischof Ansgar von Hamburg und Bremen dahingehend verständigt hatte, dass Ansgar die Dänenmission und die Christianisierung Transalbingiens übernahm, während Ebo die Verantwortung für Schweden behielt.
Ansgar war bereits 829 vom schwedischen König Björn in seine Residenz bei Birka, Schwedens erster Stadt, auf der Insel Björkö in einer damaligen Ostseebucht (dem heutigen Mälarsee), eingeladen worden, wo er die Erlaubnis zur Mission erhielt und bis 831 blieb. Dann wurde er von Kaiser Ludwig dem Frommen zurückgerufen, um als Bischof (ab 832 als Erzbischof) von der Hammaburg aus die Missionsunternehmen im Norden voranzutreiben.
Daraufhin wurde Gauzbert durch Ansgar, Ebo und einen dritten Bischof zum Missionsbischof mit dem Weihenamen Simon geweiht und von Ebo nach Schweden entsandt, um dort Ansgars Arbeit fortzusetzen. Als Stützpunkt wies ihm Ebo das von ihm selbst 823 im heutigen Münsterdorf in Holstein gegründete Bethaus „Cella Welana“ an der Stör im Schutz der schon unter Karl dem Großen errichteten Wallburg „Esseveldoburg“ (Itzehoe) zu. Gauzbert begann, wohl 836, in Schweden zu missionieren. Er wurde von König Björn in Birka gut aufgenommen, baute eine Kirche und begann seine Missionstätigkeit. 845 wurde er jedoch durch einen Volksaufstand gewaltsam vertrieben; sein Neffe Nithard wurde dabei ermordet.
Nach seiner Vertreibung aus Schweden wurde Gauzbert, auf Fürsprache des mächtigen Grafen Cobbo, der seit 833 auch Vogt des Bistums Osnabrück war und dieses 845 durch Entfremdung seiner angestammten Zehnteinkünfte wirtschaftlich geschwächt und in seine Abhängigkeit gebracht hatte, von König Ludwig dem Deutschen zum Bischof von Osnabrück ernannt. Dort amtierte er bis zu seinem Tod am 11. April 860. Mit seinem Einsatz für Gauzbert verfolgte Cobbo offensichtlich eigennützige Absichten, denn damit wurde das verarmte Bistum einem hilfsbedürftigen Manne zugewiesen, der in erheblicher finanzieller und moralischer Abhängigkeit von Cobbo amtierte.
Obwohl Gauzbert seine bischöflichen Rechte in Schweden zeitlebens nicht aufgab und Ansgar ihn später zur Rückkehr bewegen wollte, ging er nie wieder nach Schweden. Stattdessen bat er Ansgar, die Schwedenmission in seiner Vertretung wahrzunehmen. Lediglich die Weihung von Priestern für Schweden nahm Gauzbart weiterhin selbst vor.
Ansgar nahm 851 die Missionsarbeit in Schweden wieder auf, zunächst indem er den Priester Ardgar dorthin sandte. 853 ging er selbst nach Birka, wo er länger als ein Jahr Missionsarbeit leistete. Dort ließ er 854 seinen Schüler Rimbert als Leiter der Mission zurück, bis Gauzbert den Priester Ansfrid, einen gebürtigen Dänen, als Nachfolger nach Birka entsandte. Rimbert wurde später Ansgars Nachfolger als Erzbischof von Bremen, und Ansfrid folgte ihm in Birka.